# القصر العباسي
القصر العباسي أحد القصور التاريخية العراقية يقع في العاصمة بغداد، يمثل القصر العباسي طرازا خاصا في العمارة الإسلامية، فالباب الرئيس له ذو معالم خاصة، الزخرفة والكتابة التي على واجهته رسمت بأيدي نحاتين مهرة، وهو يفضي إلى مجاز أنيق، سقفه مزخرف وفيه دكات يظهر أنها كانت للحرس والخدم. يُفضي مدخل القصر والمجاز إلى الصحن الكبير الذي رُسم على شكل مستطيل تقريبا، يبلغ طول ضلعيه 21.5 متر و20 مترا، يحيط بهذا الصحن أواوين (مفردها إيوان) على شكل طاق كبير عالٍ مدبب العقادة، سقف إيوان القصر العباسي بيضوي الشكل، ومزين بزخارف تبدأ من علو ثلاثة أمتار ونصف المتر. والقسم المزخرف من الجدران يبرز عن أقسام الجدران السفلى على هيئة أفاريز جميلة، في حين يكون القسم العلوي مزينا بنطاق من الزخارف. ويلاحظ أن هذا النطاق الزخرفي الأمامي ينزل إلى ما تحت الإفريز الذي في داخل الإيوان، ويتصل بطاقين صغيرين يعلوان على العقدين الجانبيين الواقعين في طرفي الإيوان. رسمت زخارف القصر العباسي على الآجر المطبوخ أو المفخور بالنار، ثم حفرت بعد ذلك، وزينت بها حيطان القصر وسقوفه. ويرى الباحثون أن زخارف القصر العباسي لا مثيل لها في بغداد، لأن التزيينات الهندسية والزهرية المتكونة من امتزاج هذين النوعين، ومن التزيينات التي تحاكي السجاد، والمقرنصات التي تشبه خلايا النحل، أو الأحجار المنقورة، والنقوش التي تشبه الأحجار المحفورة، متنوعة ومتفردة.

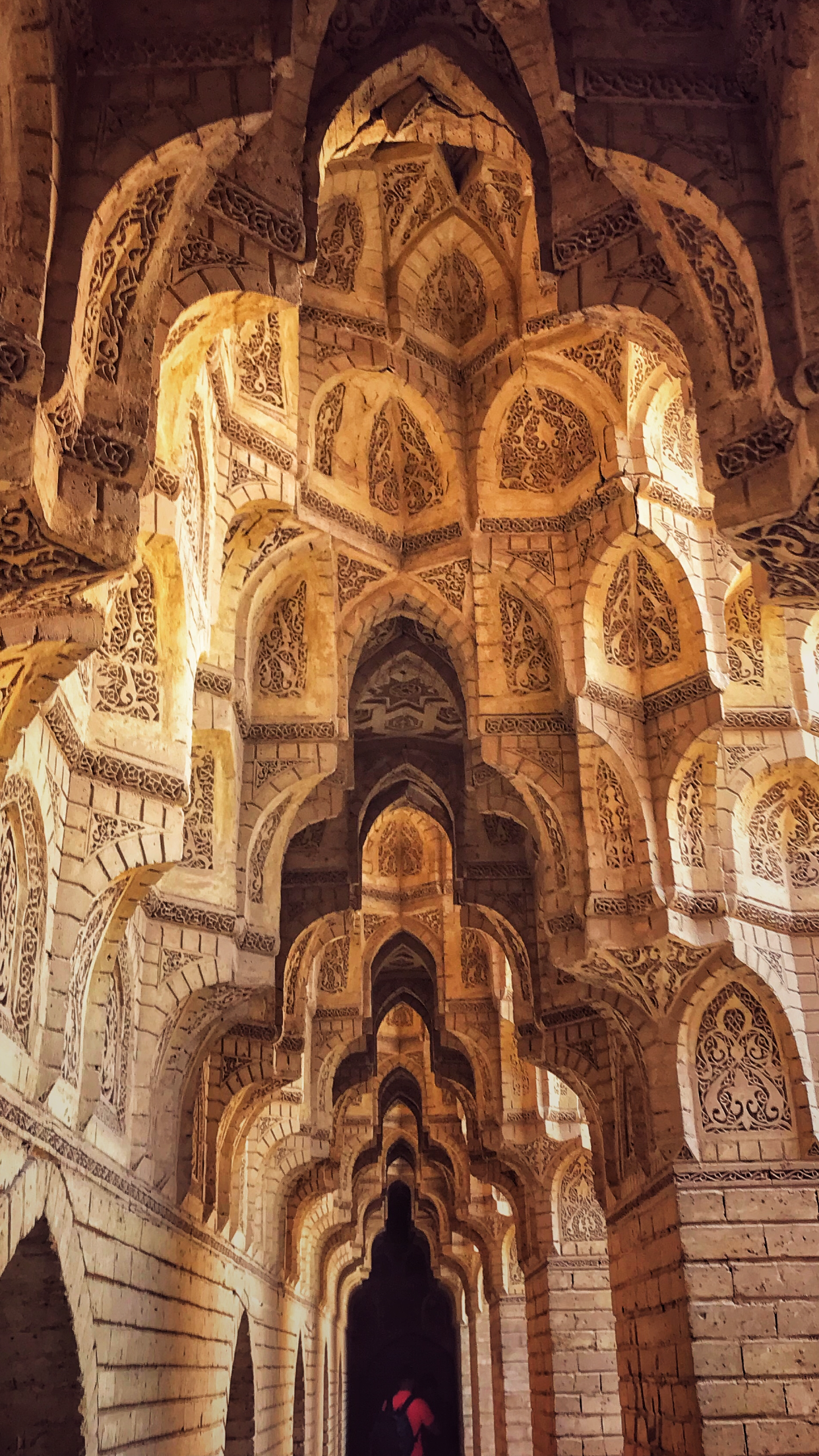
فن العمارة في القصر العباسي

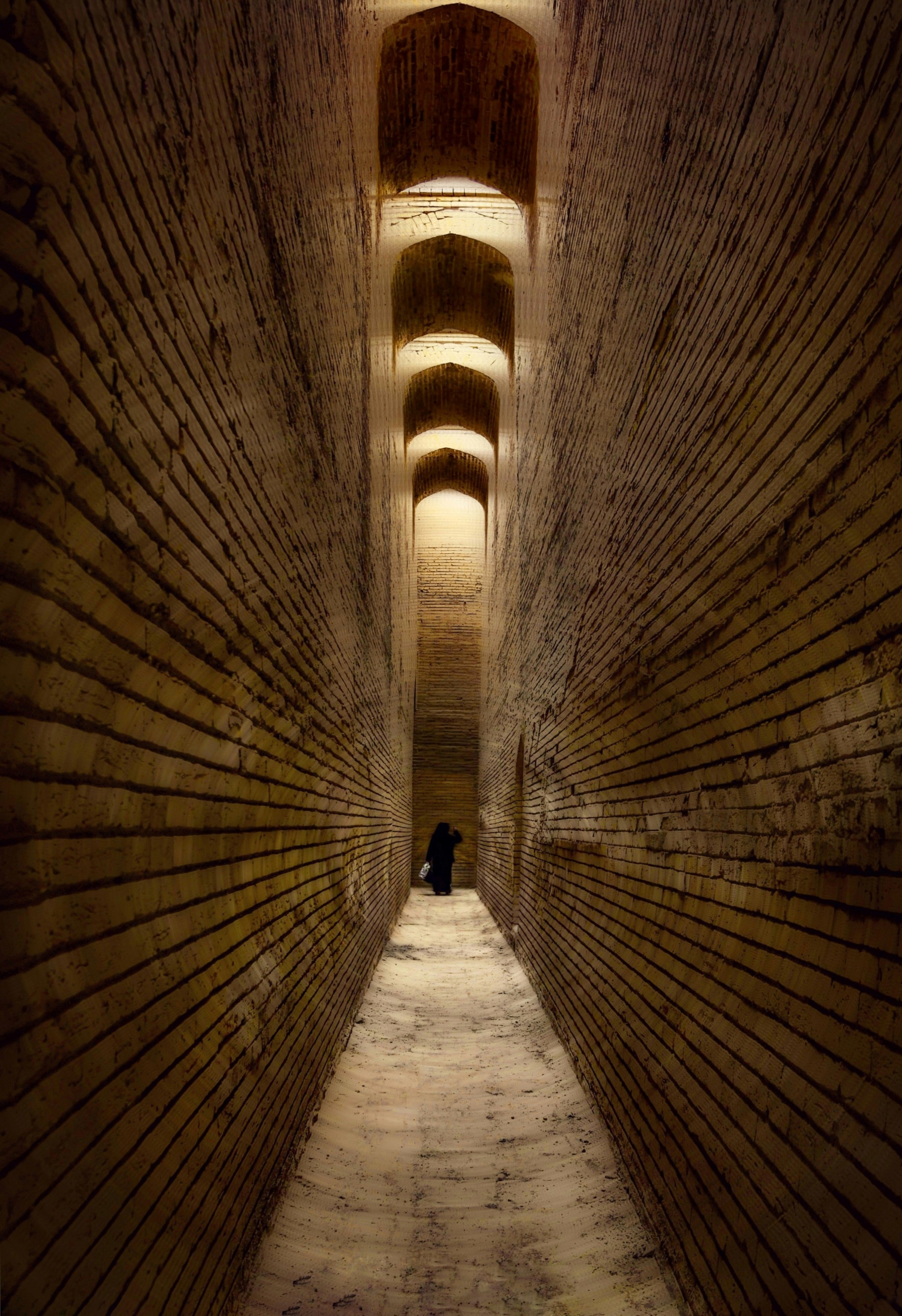
أحد ازقة القصر

تختلف الآراء حول طبيعة هذا المعلم التراثي، بعضهم يرى أنه كان قصرا للخليفة الناصر لدين الله ، وآخرون يرون أنه كان مدرسة، إذ يؤكد الدكتور ناجي معروف ، رئيس قسم التاريخ في جامعة بغداد في خمسينيات القرن الماضي، أن هذا القصر كان مدرسة، مستندا في ذلك إلى الشبه الكبير بين تصميم القصر والمدرستين المستنصرية والمرجانية الشهيرتين ببغداد. أما العلامة الدكتور الراحل مصطفى جواد فانه وآخرون، أكدوا على انه قصر عباسي يعود تاريخ بنائه إلى الخليفة الناصر لدين الله، مضيفا أن الرحالة العربي (ابن جبير) لدى قدومه إلى بغداد شاهد الخليفة الناصر لدين الله ينزل من زورقه قرب مسناة كبيرة على ضفة النهر ليدخل القصر العباسي آنذاك.’ويسرد جواد، أهم الأغراض التي كان الخليفة يستخدم القصر فيها قائلا: ‘استخداماته كانت مختلفة، منها ثقافية وأدبية والدليل على هذا، وجود المكتبة العظيمة والقاعات الدراسية والتدوين، إضافة إلى جلسات الترفيه التي كان الخليفة يقيمها برفقة حاشيته وجلاسه، حتى قيل إن الخليفة كان يدخل إلى القصر من خلال ممر يحجزه عند دخول القصر عن الناس، وكان الحاجز عبارة عن قماش طويل خشن يسمى (الخيش) مرسوم عليه صور جميلة وملونة، وكان القماش يعطر عند دخول الخليفة بالمسك والزعفران’، مشيرا إلى أنه نتيجة لحملات التتر ومرور السنوات تعرض القصر إلى الكثير من التخريب. إلا أن دائرة الآثار العامة قامت بأول حملة لصيانته وإعادة ما خُرّب منه سنة 1938، فأعادت القسم الشمالي والقسم الشرقي والغرف التي تهدمت وفق الصورة التي كانت عليها الغرف الموجودة، أما ما تعرض له القصر خلال فترة الأحداث التي تلت سقوط النظام السابق عام 2003 فقد سرقت الأبواب الخارجية وتمت إعادتها بالاعتماد على المخططات القديمة للقصر.
إن طاق الإيوان في القصر العباسي يعد أكبر طاق معقود على الطراز الأول، والسقف قائم على جدارين تبلغ المسافة بينهما خمسة أمتار. من جانب آخر، يحيط بالصحن الكبير مجازات ودهاليز، وطول الدهليز في القصر العباسي 26.70 متر، وعرضه 1.28 متر، وارتفاعه 9.20 متر، أما القاعات الكبرى فتبلغ خمس قاعات.
يتكون القصر من 16 غرفة في الضلع الشرقي، ويقابلها 18 غرفة في الضلع الغربي، وقد نتج هذا التباين في عدد غرف الضلعين المتناضرين بسبب اتخاذ طرفي الضلع الشرقية مجازين يتصلان بالرواق والدهليز، لكن الأمر مختلف في الضلع الغربي. وفي هذه البناية غرف صغيرة أخرى، لذلك تجاوز عدد الغرف أربعين غرفة، ما عدا القاعات الكبرى والمرافق الأخرى.